# Strale (cacciatorpediniere 1901)
Lo Strale è stato un cacciatorpediniere della Regia Marina.

## Storia
Insieme alle unità gemelle, lo Strale formò il primo gruppo di cacciatorpediniere costruiti per la Regia Marina: progettati dai cantieri Schicau, si rivelarono unità con buone caratteristiche marine, robuste, veloci ed affidabili, anche se afflitte da seri problemi di tenuta del mare.
La nave partecipò alla guerra italo-turca, nella quale non prese parte ad azioni di rilievo.
All'inizio della prima guerra mondiale l'unità, inquadrata nella VI Squadriglia Cacciatorpediniere (Euro, Dardo, Lampo, Ostro), aveva base a Tobruk, insieme al gemello Euro. Comandante della nave era il capitano di corvetta Marsilia. Essendo ormai un'unità anziana ed obsoleta, ebbe impiego piuttosto scarso, come del resto le navi gemelle: il suo principale utilizzo fu il servizio di scorta.
Tra il 1915 ed il 1918 lo Strale venne modificato ed imbarcò attrezzature per posare 12 mine, per lanciare bombe di profondità e per rimorchiare torpedini antisommergibile. La nave subì inoltre la sopraelevazione della plancia.
L'11 luglio 1915 lo Strale scortò, insieme alle torpediniere Clio, Cassiopea, Calliope, Airone, Astore ed Arpia, l'incrociatore ausiliario Città di Palermo, destinato a sbarcare un reparto incaricato dell'occupazione dell'isola di Pelagosa, nonché il relativo materiale. Prima dello sbarco lo Strale e le torpediniere provvidero anche a dragare da eventuali mine le acque dell'ancoraggio di Zadlo (Pelagosa). All'operazione presero parte anche i cacciatorpediniere Animoso, Audace, Ardente ed Ardito e gli esploratori Quarto e Marsala.

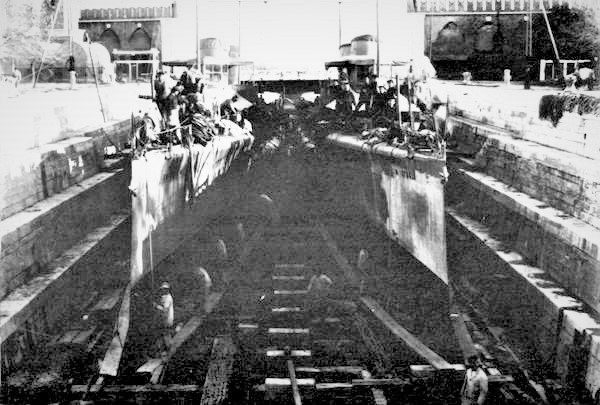
Lo Strale ed il gemello Dardo in bacino di carenaggio

Alle 4 del mattino del 17 luglio dello stesso anno la nave, insieme agli incrociatori corazzati Garibaldi, Varese e Vettor Pisani, ai cacciatorpediniere Ardente ed Ardito ed alle torpediniere Airone, Astore, Arpia, Alcione, Clio, Calliope, Centauro e Cigno, prese parte al bombardamento della ferrovia Ragusa-Cattaro. La missione fu interrotta in seguito all'avvistamento – da parte del Vettor Pisani, alle 4.25 – di un sommergibile nemico, ma alle 4.40, mentre rientrava a Brindisi, la formazione fu ugualmente attaccata dal sommergibile U 4 che silurò ed affondò il Garibaldi.
Successivamente lo Strale non ebbe ruoli di rilievo in altre operazioni della guerra.
Radiato nel gennaio 1924, il vetusto cacciatorpediniere venne avviato alla demolizione.